# 러너스 하이 (영화)
《러너스 하이》(Runner's High)는 한국에서 제작된 박홍준 감독의 2007년 영화이다. 배상돈 등이 주연으로 출연하였다.

## 출연

### 주연
- 배상돈
- 진선규
- 정진영

## 제작진
- 조명: 김선혁
- 녹음: 박병규
- 미술: 배지선